# Registr poskytovatelů sociálních služeb
Registr poskytovatelů sociálních služeb je informační systém veřejné správy vytvořený a vedený dle zákona č. 108/2006 Sb., o sociálních službách od 1. 1. 2007. Poskytovatelem sociální služby je v ČR právnická nebo fyzická osoba, která má k této činnosti oprávnění dle uvedeného zákona. Oprávnění k poskytování sociálních služeb vzniká rozhodnutím příslušného krajského úřadu o registraci, anebo se jedná o  osoby uvedené v § 84 zákona. Sociální službou je činnost vyjmenovaná v zákoně a podle těchto činností a dalších atributů lze také v registru vyhledávat.

## Přístup k registru
Registr je veden v listinné a elektronické podobě. Krajský úřad je správcem listinné podoby registru a zpracovatelem elektronické podoby registru. MPSV je správcem elektronické podoby registru.
Registr v elektronické podobě obsahuje údaje uvedené v § 79 zákona. Část Registru je veřejně přístupná:
iregistr.mpsv.czMPSV poskytuje přesměrování do registru ze subdomény iregistr.
Novější grafické rozhraníNovější rozhraní vhodné i pro mobilní telefony.
Otevřená dataMPSV všechny údaje poskytuje také ve formě otevřených dat, včetně popisu metadat.

## Historie Registru poskytovatelů sociálních služeb
1.1.2007S účinností od 1.1.2007 byl na základě zákona č.108/2006 Sb., o sociálních službách, zřízen Registr poskytovatelů sociálních služeb, který je veden příslušným krajským úřadem.
1.1.2012V souladu s nabytím účinnosti novely zákona vznikla povinnost také speciálnímu lůžkovému zdravotnickému zařízení hospicového typu a dětskému domovu se na žádost zapsat do registru poskytovatelů sociálních služeb.

## Zpracování dat

### Zápis do registru
Zápis do registru poskytovatelů provádí místně příslušný krajský úřad. Do registru se zapisují
- osoby, kterým bylo vydáno rozhodnutí o registraci, a osoby uvedené v § 84 odst. 1 zákona č. 108/2006
- zdravotnická zařízení ústavní péče podle § 52 zákona
- lůžková zdravotnická zařízení hospicového typu a dětský domov podle § 85 odst. 1 zákona

### Hlášení změn
Poskytovatel sociálních služeb je povinen oznámit registrujícímu orgánu všechny změny týkající se:
- údajů z rozhodnutí o registraci
- údajů ze žádosti o registraci
- dříve předložených nebo nově relevantních dokladů.

### Zrušení registrace
O zrušení registrace rozhoduje krajský úřad pokud:
a) poskytovatel sociálních služeb přestane splňovat podmínky registrace
b) poskytovateli sociálních služeb byl uložen správní trest za přestupek v případě zvlášť závažného porušení povinnosti stanovené poskytovatelům sociálních služeb,
c) poskytovatel sociálních služeb ani po uložení správního trestu za přestupek nesplní opatření uložená k odstranění nedostatků v oblasti dodržování standardů kvality sociálních služeb zjištěných při inspekci poskytování sociálních služeb,
d) poskytovatel sociálních služeb požádá o zrušení registrace; tato žádost musí být podána nejméně 3 měsíce přede dnem ukončení činnosti.